# Leveringhausen (Waltrop)

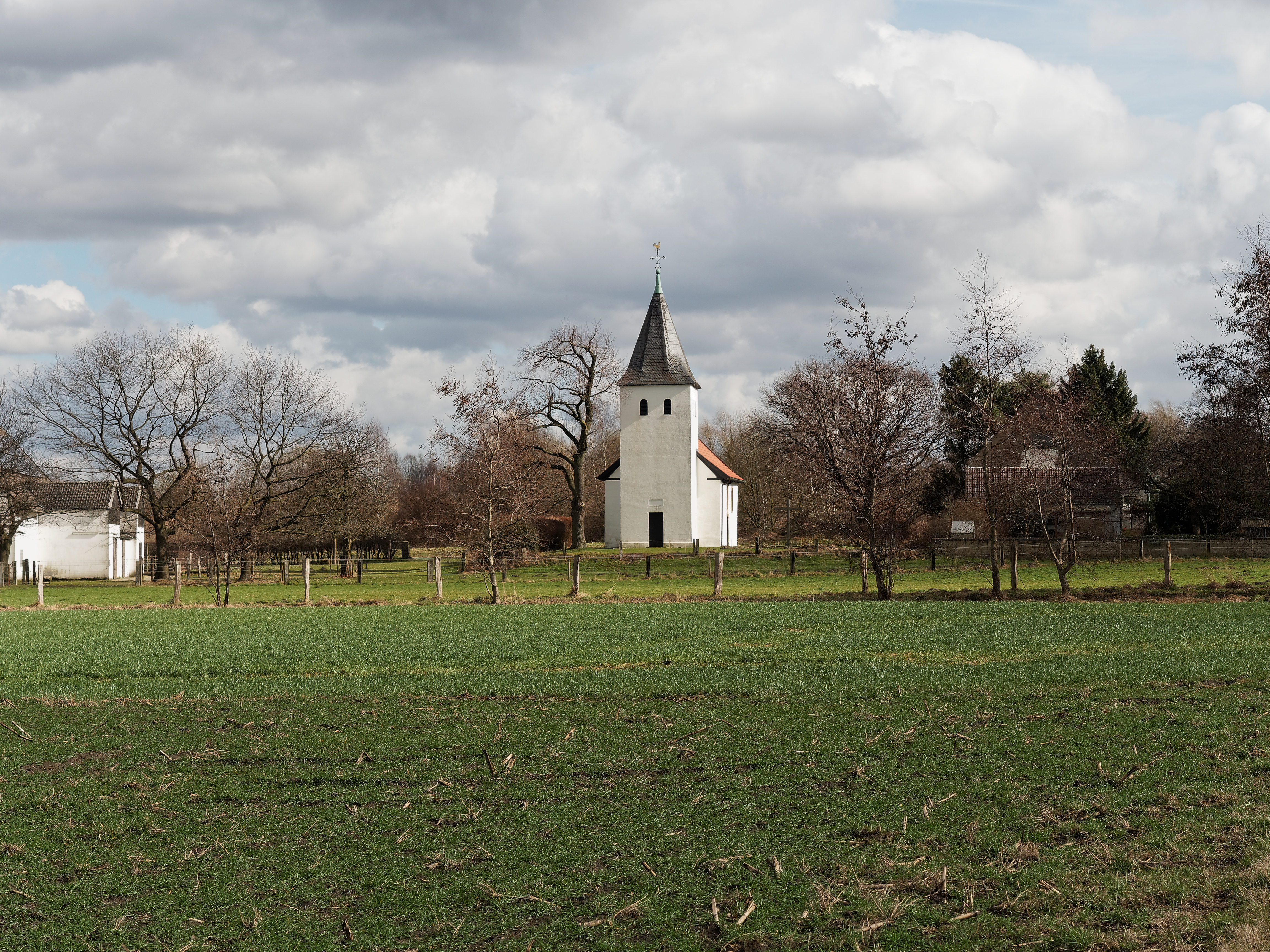
Sankt-Laurentius-Kapelle in Leveringhausen

Leveringhausen ist eine von sieben Bauerschaften der Stadt Waltrop im Kreis Recklinghausen. Leveringhausen liegt südlich der Kernstadt, angrenzend an der Stadt Dortmund (Süden) und Castrop-Rauxel (Südosten). Westlich liegt die Waltroper Bauerschaft Brockenscheidt.

## Bevölkerung
Am 31. Januar 2014 wurden 914 Einwohner in Leveringhausen gezählt.

## Sehenswürdigkeiten
Die Laurentius-Kapelle liegt in Leveringhausen und ist eine beliebte Hochzeitslocation.

## Verkehrsanbindung
Die Schnellbuslinie SB24, die Buslinie 289 und der Nachtexpress 14 der Vestischen Straßenbahnen durchqueren diese Bauerschaft. Auch die von  DSW21 und den Vestischen Straßenbahnen gemeinsam betriebene Expressbuslinie X13 fährt durch Leveringhausen.
Im Süden befindet sich schon auf Dortmunder Stadtgebiet, das Autobahnkreuz Dortmund Nordwest mit der Anschlussstelle Dortmund-Mengede/Waltrop.

## Schiffsverkehr
Der Dortmund-Ems-Kanal durchquert diese Bauerschaft.

## Vereine
Der Bürgerschützenverein Brockenscheidt-Leveringhausen 1962 e.V. richtet alle drei Jahre ein Schützenfest aus.